# Balta Albă, Buzău
Balta Albă là một xã thuộc hạt Buzău, România. Dân số thời điểm năm 2002 là 3122 người.